# 8452-es mellékút (Magyarország)
A 8452-es számú mellékút egy bő 17 kilométer hosszú, négy számjegyű országos közút Vas vármegye északi részén. Celldömölk határszélétől Uraiújfaluig vezet, összekapcsolva őket egymással és a köztük fekvő néhány másik településsel. Teljes hosszában 2x1 sávos és három településen halad át.

## Nyomvonala
Celldömölk és Kemenesmihályfa határvonalán ágazik ki a 834-es főútból, északnyugat felé. A várost ennél jobban nem érinti, első métereitől kezdve kemenesmihályfai területen húzódik. 700 méter után, nyílt vonali szakaszon keresztezi a Székesfehérvár–Szombathely-vasútvonal vágányait, és 2,6 kilométer után éri el a község lakott területét, ahol a Bercsényi Miklós utca nevet veszi fel. A központban két elágazása is van: előbb, 2,9 kilométer után a 8454-es út ágazik ki belőle északkeleti irányban, Vönöck felé, majd alig 300 méterrel arrébb a 8453-as út torkollik bele nyugat felől, Tokorcs irányából. 3,7 kilométer megtétele után már a lakott területen kívül jár, de még csaknem három kilométeren át a falu külterületei között húzódik.
Egy rövid szakaszon Nagysimonyi határszélét is érinti, 6,5 kilométer után pedig Ostffyasszonyfa határai között folytatódik. E községet kevéssel a 10. kilométere előtt éri el, ott a neve előbb Kemenes utca lesz, majd találkozik a 8451-es úttal, amellyel egy rövid közös szakaszuk van, Kossuth Lajos utca néven, északi irányban húzódva. Mintegy 200 méter után szétválnak, s a 8452-es újból északnyugat felé folytatódik, Bajcsy-Zsilinszky Endre utca néven; így éri el a lakott terület északi szélét is, 11,4 kilométer után.
A 13. kilométere táján egy szakaszon Csönge határszélét követi – de a települést ennél jobban nem érinti –, 13,9 kilométer után pedig eléri a Rábát. Áthalad a folyó felett, melynek túlpartján már Uraiújfalu határai közé érkezik. A 16. kilométere után nem sokkal keresztezi a Kőris-patakot is, utolsó néhány száz méterét pedig már Uraiújfalu belterületei közt teljesíti, Ady Endre utca néven. Így ér véget, beletorkollva a 8447-es útba, annak a 8+250-es kilométerszelvénye közelében.
Teljes hossza, az országos közutak térképes nyilvántartását szolgáló kira.gov.hu adatbázisa szerint 17,064 kilométer.

## Települések az út mentén
- (Celldömölk)
- Kemenesmihályfa
- (Nagysimonyi)
- Ostffyasszonyfa
- (Csönge)
- Uraiújfalu